# بيلا تسيركفا
بيلا تسيركفا (Біла Церква) هي مدينة في مقاطعة كيييفسكا في أوكرانيا.
يبلغ عدد سكانها حوالي 208322 نسمة.

## توأمة
لبيلا تسيركفا اتفاقيات توأمة مع كل من:
- كاوناس
- كريمنشوك
- بوخوف (2004 - )[5]

## أعلام
- لودميلا بافيلتشينكو
- اندري كوفال
- ألكسندر ميدفيد
- ديفيد برونستاين
- دينيس سيزونينكو